# Altes Rathaus (Selkirk)

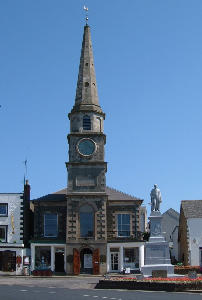
Altes Rathaus von Selkirk

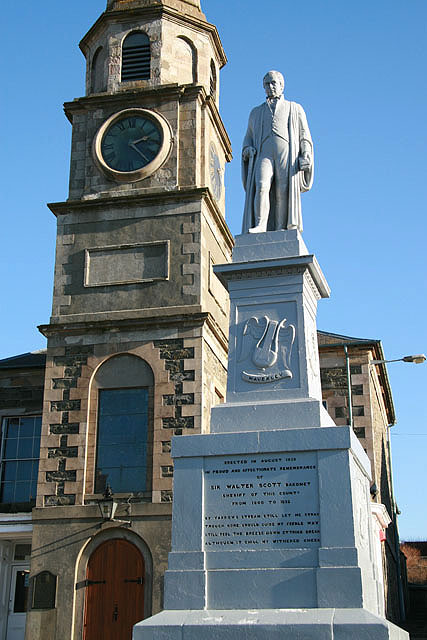
Statue Walter Scotts

Das Alte Rathaus von Selkirk befindet sich im Zentrum des schottischen Royal Burgh Selkirk in der Council Area Scottish Borders. 1971 wurde das Bauwerk in die schottischen Denkmallisten in der höchsten Denkmalkategorie A aufgenommen.

## Geschichte
Der Grundstein des Rathauses wurde im Jahre 1803 gelegt und der Bau im Folgejahr fertiggestellt. Neben der Stadtverwaltung beheimatete das Gebäude bis in die 1870er Jahre auch den Sheriffshof. Walter Scott war zwischen 1799, formal erst ab 1803, und 1832 Sheriff von Selkirk. Die hohe historische Bedeutung als Wirkungsstätte Scotts wurde bei der Denkmaleinstufung berücksichtigt. Eine Statue vor dem Rathaus erinnert an das Wirken Scotts. 1835 wurden 227 £ zur Renovierung des Innenraums aufgewandt. 1891 wurde das Gebäude geringfügig überarbeitet. Später wurde das Rathaus aufgegeben und zu weiten Teilen in ein Museum umgewandelt.

## Beschreibung
Das Rathaus liegt an der Südseite des Marktplatzes an der High Street (A7). Das zweistöckige Gebäude ist klassizistisch ausgestaltet. Helle Ecksteine und Faschen aus polierten Steinquadern setzen sich farblich von dem dunklen Mauerwerk ab. Die nordwestexponierte Frontseite ist drei Achsen weit. Markant ist der mittig heraustretende Glockenturm. Der 33,5 m hohe Turm weist einen quadratischen Grundriss auf. Gedenkplatten flankieren das zweiflüglige Eingangsportal an seinem Fuße. Die 1935 durch Charles Cospatrick Archibald Douglas-Home, 13. Earl of Home enthüllten Tafeln gedenken der Verleihung der Burgh-Rechte durch König Jakob V. im Jahre 1535 sowie dem Wirken Walter Scotts an diesem Ort. Der mit Rundbogenöffnungen und Turmuhren gestaltete Turm schließt mit oktogonalem Steinhelm mit Wetterfahne. Flankierend treten einstöckige Geschäftsräume mit flächigen Fensterelementen hervor. An der Gebäuderückseite geht links ein zweistöckiger Flügel ab. Das Rathaus schließt mit einem schiefergedeckten Walmdach.